# Lamoco
Lamoco is een historisch Belgisch merk van motorfietsen.
Lamoco stond voor: Laguesse Motor Compagnie. Het bedrijf was gevestigd in Luik.

## Fernand Laguesse
Fernand Laguesse (geboren in Aarlen in 1883) was een geniaal technicus en een van de pioniers van de Belgische auto- en motorindustrie. Maar hij ontwierp ook een balpen, een granaat, een stabiele opvouwbare ladder en twee driewielers, resp. aangedreven door een FN-viercilinder en een JLO-blokje. Verder maakte hij een studie van een tweetaktdieselmotor voor de spoorwegen. Hij had in 1919 aan de basis gestaan van de eerste tweetaktmotoren van Gillet Herstal en bleef daar ook tweetakten ontwikkelen, waaronder het beroemde "Tour du Monde"-model. In 1926 was zijn broer Armand hem naar dit bedrijf gevolgd, maar hij ging viertaktmotoren ontwikkelen. Fernand nam met enige regelmaat deel aan races met de Gillet-tweetakten.
Hij ontwikkelde een bijzondere tweetaktracemotor, de 2PO (2 Pistons Opposés). Deze had een dubbelzuigermotor die volgens het Junkers-principe werkte, met twee tegenover elkaar liggende zuigers, maar één krukas met drie kruktappen: de derde zuiger diende als compressor (vergelijkbaar met de - veel - latere DKW-racers). De machine was weliswaar snel, maar ook uitermate onbetrouwbaar. Voor Leon Gillet was dit peperdure project de reden om Fernand in 1927 te ontslaan.
Na het "Lamoco"-project ontwikkelde Fernand in 1933 voor H. Lummerzheim de GEM-inbouwmotor die de Star-Gem, maar ook vele andere motorfietsen zou gaan aandrijven. Bijzonder aan dit blokje was een klepje in de motor dat ervoor zorgde dat tijdens het schakelen de compressie wegviel zodat het schakelen soepeler ging.

## "Lamoco" of "Laguesse"
Hij ontwikkelde in 1927 zijn eigen Lamoco-motorfiets op basis van de dubbelzuigermotor. Het was in feite een bizar ontwerp, met een zeer hoog gebouwd tweecilindermotorblok waarin zich dus vier zuigers bevonden. Het enorme motorblok mat desondanks slechts 350 cc. In 1930 waren enkele prototypes gereed, maar Laguesse was tevens failliet. Van de prototypes werd er één aan een technische school in Luik geschonken, een tweede werd met tekeningen en al verkocht aan het Duitse NSU. Fernand had intussen nog een eencilinderversie geproduceerd, die erg op de Gillet 2PO leek en 370 cc mat. Of hij de firmanaam "Lamoco" ook als merknaam voor ogen had, is niet zeker. Op tekeningen staat de naam "F. Laguesse" op de tank.